# دنی ساموئلز
دنی ساموئلز (انگلیسی: Dani Samuels؛ زادهٔ ۲۶ مهٔ ۱۹۸۸) یک ورزشکار دو و میدانی اهل استرالیا است. وی در مسابقات کشوری و بین‌المللی در مجموع برندهٔ ۳ مدال طلا، ۱ مدال نقره، ۱ مدال برنز شده‌است.